# Huh Yoon-jung
Dans ce nom coréen, le nom de famille, Huh, précède le nom personnel.
Huh Yoon-jung (coréen : 정기동) (né le 30 septembre 1936  en Corée) est un footballeur international sud-coréen.

## Biographie

### Carrière en sélection
Avec l'équipe de Corée du Sud, il figure notamment dans le groupe des sélectionnés lors des JO de 1964. Lors du tournoi olympique, il joue trois matchs : contre la Tchécoslovaquie, le Brésil et enfin l'Égypte.
Il participe également à la coupe d'Asie des nations de 1964.